# Vila Chã, Codal e Vila Cova de Perrinho
Pour les articles homonymes, voir Vila Chã.
Vila Chã, Codal e Vila Cova de Perrinho est une paroisse civile portugaise (en portugais : freguesia) de la municipalité de Vale de Cambra dans le district d'Aveiro. Elle est créée en 2013, par fusion des paroisses de Vila Chã, Codal et Vila Cova de Perrinho.

## Géographie
La paroisse comprend la partie nord du centre urbain de Vale de Cambra. Elle est limitrophe de la municipalité de Oliveira de Azeméis, à l'ouest.

## Histoire
La paroisse est créée par la loi no 11-A/2013 du 28 janvier 2013 portant réorganisation administrative du territoire des freguesias, en fusionnant les paroisses de Vila Chã, Codal et Vila Cova de Perrinho. Son nom officiel est União das Freguesias de Vila Chã, Codal e Vila Cova de Perrinho et son siège est fixé à Vila Chã.

## Démographie
Lors du recensement de 2021, Vila Chã, Codal e Vila Cova de Perrinho compte 5 348 habitants. C'est alors la deuxième paroisse la plus peuplée de la municipalité de Vale de Cambra, derrière São Pedro de Castelões (6 831 habitants).